# Хорта
Хорта — село в Тляратинском районе Дагестана. Входит в сельское поселение сельсовет Хидибский.

## География
Расположено в 9 км к северо-северо-востоку от районного центра — села Тлярата.

## Население
| 1888 | 1895 | 1926 | 1939 | 1970 | 1989 | 2002 |
| ---- | ---- | ---- | ---- | ---- | ---- | ---- |
| 30   | ↘27  | ↗41  | ↗50  | ↘28  | ↘26  | ↗39  |
| 2010 | 2021 |      |      |      |      |      |
| ↗65  | ↘46  |      |      |      |      |      |